# Cheratosi
Il termine cheratosi indica l'alterazione dell'epidermide, che, per via dell'ispessimento del tessuto, raggiunge un livello sopraelevato rispetto alla cute circostante, dal colorito bruno-grigiastro, dall'aspetto verrucoso; solitamente coperta da una grossa crosta grassa di facile asportazione.

## Caratteristiche
La cheratosi si differenzia in congenite (dovute a ittiosi), e secondarie a micosi ed eczemi; accompagnano il processo di invecchiamento dell'organismo.
Le lesioni cheratosiche compaiono solitamente su volto, dorso e mani di individui anziani con cute seborroica, determinando la cheratosi seborroica. Da sottolineare, invece, anche l'alta percentuale di riscontro tra marinai e contadini che, per doveri professionali, sono soggetti a lungo all'azione radiativa del sole con conseguente cheratosi solare. A causa di una possibile degenerazione del fenomeno in corni cutanei o epiteliomi, la cheratosi dev'essere asportata chirurgicamente e seguita da un esame istologico per verificare lo stato del tessuto.